# Harpactea algarvensis
Harpactea algarvensis là một loài nhện trong họ Dysderidae.
Loài này thuộc chi Harpactea. Harpactea algarvensis được miêu tả năm 1990 bởi Ferrández.